# Diócesis de Lisala
La diócesis de Lisala (en latín: Dioecesis Lisalaënsis y en francés: Diocèse de Lisala) es una circunscripción eclesiástica de la Iglesia católica en la República Democrática del Congo. Se trata de una diócesis latina, sufragánea de la arquidiócesis de Mbandaka-Bikoro. Desde el 15 de febrero de 2021 su obispo es Joseph-Bernard Likolo Bokal'Etumba.

## Territorio y organización
La diócesis tiene 67 674 km² y extiende su jurisdicción sobre los fieles católicos de rito latino residentes en la casi totalidad de la provincia de Mongala.
La sede de la diócesis se encuentra en la ciudad de Lisala, en donde se halla la Catedral de San Hermes.
En 2021 en la diócesis existían 28 parroquias.

## Historia
El vicariato apostólico de Nouvelle-Anvers fue erigido el 3 de abril de 1919 con el breve Quae Catholico nomini del papa Benedicto XV, tomando su territorio del vicariato apostólico de Léopoldville (hoy arquidiócesis de Kinsasa).
El 11 de febrero de 1924 cedió una parte de su territorio para la erección de la prefectura apostólica de Tsuapa (hoy arquidiócesis de Mbandaka-Bikoro) mediante el breve In apostolico vicariatu del papa Pío XI.
El 28 de julio de 1926 cedió otra parte de su territorio para la erección de la prefectura apostólica de Basankusu (hoy diócesis de Basankusu) mediante el breve Cum etiam del papa Pío XI.
El 27 de enero de 1936 asumió el nombre de vicariato apostólico de Lisala con la bula Litteris Apostolicis del papa Pío XI.
El 14 de junio de 1951 cedió otra porción de territorio para la erección de la prefectura apostólica de Isangi (hoy diócesis de Isangi) mediante la bula Enascentium inter del papa Pío XII.
El 10 de noviembre de 1959 el vicariato apostólico fue elevado a diócesis con la bula Cum parvulum del papa Juan XXIII.
El 25 de noviembre de 1964 cedió otra porción de territorio la erección de la diócesis de Budjala mediante la bula Qui nullo merito del papa Pablo VI.

## Estadísticas
Según el Anuario Pontificio 2022 la diócesis tenía a fines de 2021 un total de 1 129 955 fieles bautizados.
| Año                                                                             | Población            | Población | Población      | Sacerdotes | Sacerdotes    | Sacerdotes    | Bautizados por sacerdote | Diáconos permanentes | Religiosos | Religiosos | Parroquias |
| Año                                                                             | Bautizados católicos | Total     | % de católicos | Total      | Clero secular | Clero regular | Bautizados por sacerdote | Diáconos permanentes | Varones    | Mujeres    | Parroquias |
| ------------------------------------------------------------------------------- | -------------------- | --------- | -------------- | ---------- | ------------- | ------------- | ------------------------ | -------------------- | ---------- | ---------- | ---------- |
| 1950                                                                            | 217 528              | 725 000   | 30.0           | 121        | 9             | 112           | 1797                     |                      | 9          | 122        |            |
| 1970                                                                            | 273 156              | 440 457   | 62.0           | 72         | 16            | 56            | 3793                     |                      | 89         | 82         | 17         |
| 1980                                                                            | 346 803              | 540 894   | 64.1           | 56         | 21            | 35            | 6192                     |                      | 56         | 81         | 18         |
| 1990                                                                            | 478 163              | 681 000   | 70.2           | 55         | 38            | 17            | 8693                     |                      | 35         | 87         | 21         |
| 1997                                                                            | 503 033              | 1 070 527 | 47.0           | 64         | 60            | 4             | 7859                     |                      | 26         | 64         | 24         |
| 2000                                                                            | 650 000              | 1 200 000 | 54.2           | 62         | 58            | 4             | 10 483                   |                      | 25         | 62         | 25         |
| 2001                                                                            | 650 000              | 1 200 000 | 54.2           | 57         | 50            | 7             | 11 403                   |                      | 28         | 64         | 25         |
| 2002                                                                            | 560 000              | 1 230 000 | 45.5           | 47         | 44            | 3             | 11 914                   |                      | 28         | 65         | 25         |
| 2003                                                                            | 660 000              | 1 300 000 | 50.8           | 57         | 55            | 2             | 11 578                   |                      | 24         | 68         | 25         |
| 2004                                                                            | 767 232              | 1 400 000 | 54.8           | 53         | 52            | 1             | 14 476                   |                      | 23         | 75         | 26         |
| 2013                                                                            | 897 000              | 1 683 000 | 53.3           | 66         | 63            | 3             | 13 590                   |                      | 39         | 85         | 28         |
| 2016                                                                            | 968 000              | 1 817 000 | 53.3           | 69         | 66            | 3             | 14 028                   |                      | 46         | 102        | 28         |
| 2019                                                                            | 1 062 000            | 1 997 000 | 53.2           | 70         | 67            | 3             | 15 171                   |                      | 52         | 96         | 27         |
| 2021                                                                            | 1 129 955            | 2 124 980 | 53.2           | 71         | 68            | 3             | 15 914                   |                      | 24         | 85         | 28         |
| Fuente: Catholic-Hierarchy, que a su vez toma los datos del Anuario Pontificio. |                      |           |                |            |               |               |                          |                      |            |            |            |

## Episcopologio
- Egidio de Böck (Boeck), C.I.C.M. † (4 de enero de 1921-20 de diciembre de 1944 falleció)
- François Van den Berghe, C.I.C.M. † (20 de diciembre de 1944 por sucesión-25 de noviembre de 1964 nombrado obispo de Budjala)
- Louis Nganga a Ndzando † (25 de noviembre de 1964-6 de julio de 1997 retirado)
- Louis Nkinga Bondala, C.I.C.M. (6 de julio de 1997 por sucesión-11 de febrero de 2015 retirado)
- Ernest Ngboko Ngombe, C.I.C.M. (11 de febrero de 2015-23 de noviembre de 2019 nombrado arzobispo de Mbandaka-Bikoro)[nota 1]
- Joseph-Bernard Likolo Bokal'Etumba, desde el 15 de febrero de 2021